# Episodi di Topolino - La casa del divertimento (prima stagione)
La prima stagione della serie televisiva Topolino - La casa del divertimento, composta da 26 episodi, è stata trasmessa negli USA il 16 luglio 2021 su Disney Junior e Disney Channel. In Italia, la serie è trasmessa dal 24 novembre 2021 su Disney+.
| nº | Titolo inglese                    | Titolo italiano                   | Prima TV USA      | Prima TV Italia  |
| -- | --------------------------------- | --------------------------------- | ----------------- | ---------------- |
| 1  | Mickey the Brave!                 | L’intrepido Topolino              | 16 luglio 2021    | 24 novembre 2021 |
| 2  | Homesick                          | Un picnic per Spassy              | 20 agosto 2021    | 24 novembre 2021 |
| 2  | Goldfish Goofy!                   | Il pesciolino di Pippo            | 20 agosto 2021    | 24 novembre 2021 |
| 3  | Spaced Out!                       | Avventura nello spazio            | 20 agosto 2021    | 24 novembre 2021 |
| 3  | Treasure, Ahoy!                   | Tesoro in vista!                  | 20 agosto 2021    | 24 novembre 2021 |
| 4  | Is There a Plumber in the House?! | Chiamate l'idraulico!             | 27 agosto 2021    | 24 novembre 2021 |
| 4  | A Fish Tale                       | Storie di pesci                   | 27 agosto 2021    | 24 novembre 2021 |
| 5  | Minnie Goes Ape!                  | La piccola Rosie                  | 3 settembre 2021  | 24 novembre 2021 |
| 5  | Dino Doggies                      | Un Dinosauro per amico            | 3 settembre 2021  | 24 novembre 2021 |
| 6  | Troll Trouble!                    | Trolland il troll                 | 24 settembre 2021 | 24 novembre 2021 |
| 6  | The Sunny Gulch Games             | I giochi del Canyon del sole      | 24 settembre 2021 | 24 novembre 2021 |
| 7  | Minnie's Big Delivery             | Il pranzo perfetto                | 15 ottobre 2021   | 22 dicembre 2021 |
| 7  | The Wandrin' Warnler              | Il concerto Country               | 15 ottobre 2021   | 22 dicembre 2021 |
| 8  | Mickey and the Cornstalk!         | Topolino e la pianta di mais      | 19 novembre 2021  | 22 dicembre 2021 |
| 8  | King Mickey                       | Re Topolino                       | 19 novembre 2021  | 22 dicembre 2021 |
| 9  | Bottled Up!                       | Il genio Paperina                 | 3 dicembre 2021   | 22 dicembre 2021 |
| 9  | Minnie's Fairy Tale!              | La fata Minni                     | 3 dicembre 2021   | 22 dicembre 2021 |
| 10 | Daisy & Goofy Clean-Up!           | Paperina e Pippo fanno le pulizie | 14 gennaio 2022   | 22 dicembre 2021 |
| 10 | Crayon World!                     | il mondo dei pastelli             | 14 gennaio 2022   | 22 dicembre 2021 |
| 11 | The Summer Snow Day               | Il giorno di neve                 | 25 febbraio 2022  | 22 dicembre 2021 |
| 11 | Sunny the Snowman!                | Sole il pupazzo di neve           | 25 febbraio 2022  | 22 dicembre 2021 |
| 12 | Maybe I'm a Maze                  | Forse sono un labirinto           | 11 marzo 2022     | 2 febbraio 2022  |
| 12 | Land of the Lost... Socks         | La terra dei... calzini perduti   | 11 marzo 2022     | 2 febbraio 2022  |
| 13 | Crystal Clear Waters              | Crystal Chiareacque               | 25 marzo 2022     | 2 febbraio 2022  |
| 13 | The Big Funhouse Sleepover        | Il pigiama-party della magicasa   | 25 marzo 2022     | 2 febbraio 2022  |
| 14 | Ducks Inn Trouble!                | Lo speciale soggiorno regale      | 8 aprile 2022     | 2 febbraio 2022  |
| 14 | Polka Dots and Don'ts             | L'eleganza dei pois               | 8 aprile 2022     | 2 febbraio 2022  |
| 15 | The Mighty Goof!                  | I campioni di Pippo               | 29 aprile 2022    | 2 febbraio 2022  |
| 15 | Playtime in Crayon World          | Avventura nel mondo dei pastelli  | 29 aprile 2022    | 2 febbraio 2022  |
| 16 | The Music of the Seasons          | La musica delle stagioni          | 13 maggio 2022    | 20 luglio 2022   |
| 16 | Mermaids to the Rescue            | Sirene alla riscossa              | 13 maggio 2022    | 20 luglio 2022   |
| 17 | Festival of Heroes!               | La festa degli eroi               | 3 giugno 2022     | 20 luglio 2022   |
| 17 | I Wander Where Warbler Went?      | Chissà dov'è finita Wanda         | 3 giugno 2022     | 20 luglio 2022   |
| 18 | The Fantabulous Five (Plus One)!  | I fantavolosi cinque... più uno!  | 24 giugno 2022    | 20 luglio 2022   |
| 18 | Mickey Meets Rocket Mouse!        | Topolino incontra Astrotopo       | 24 giugno 2022    | 20 luglio 2022   |
| 19 | Batteries Included                | Batterie incluse                  | 22 luglio 2022    | 20 luglio 2022   |
| 19 | Mickey and Minnie: On Ice!        | Topolino e Minni On Ice           | 22 luglio 2022    | 20 luglio 2022   |
| 20 | Rain, Rain, Go Away               | Pioggia, pioggia dai sloggia!     | 12 agosto 2022    | 20 luglio 2022   |
| 20 | Donald's Razzle Dazzle Deal!      | I tre desideri di Paperino        | 12 agosto 2022    | 20 luglio 2022   |
| 21 | Pirate Adventure!                 | Un'avventura da pirati            | 19 agosto 2022    | 15 febbraio 2023 |
| 22 | Daisy and the Muses               | Paperina e le muse                | 2 settembre 2022  | 15 febbraio 2023 |
| 22 | Keep on the Ball                  | Troppo riposo, stanca             | 2 settembre 2022  | 15 febbraio 2023 |
| 23 | Farfus' Family!                   | La famiglia di Farfus             | 9 settembre 2022  | 15 febbraio 2023 |
| 23 | The Adventure Parade              | La parata delle avventure         | 9 settembre 2022  | 15 febbraio 2023 |
| 24 | The Magic Mansion                 | La magica dimora                  | 26 settembre 2022 | 15 febbraio 2023 |
| 24 | Funny's Road Trip!                | La gita di Funny!                 | 26 settembre 2022 | 15 febbraio 2023 |
| 25 | Fifty-Foot Pluto!                 | Un aiuto... da Pluto!             | 29 settembre 2022 | 15 febbraio 2023 |
| 25 | A Big Giant Problem!              | Un Problema gigante!              | 29 settembre 2022 | 15 febbraio 2023 |
| 26 | Welcome to Giant Crab Island!     | L'isola del grande granchio!      | 7 ottobre 2022    | 15 febbraio 2023 |
| 26 | Ghosts of Haunted Gulch           | Fantasmi nel selvaggio West       | 7 ottobre 2022    | 15 febbraio 2023 |